# Prieuré de Saint-Arnoult (Calvados)
Pour les articles homonymes, voir Prieuré de Saint-Arnoult.
Le  prieuré de Saint-Arnoult, aussi dénommé prieuré de Saint-Arnoul-sur-Touque, est un ancien prieuré d'un ancien monastère, situé à Saint-Arnoult, dans le Calvados, en France. L'édifice est complexe car il comprend à la fois une chapelle priorale et une église paroissiale ruinée. Les études récentes réalisées au début des années 2010 font de cet « édifice religieux parmi les plus anciens, sinon le plus ancien, (...) du département » du Calvados.

## Localisation
Cet ancien prieuré est situé dans le département français du Calvados, dans la commune de Saint-Arnoult et sur la rive gauche de la Touques. La forte pente du terrain a nécessité l'aménagement d'une crypte pour rattraper le niveau sur l'ensemble du complexe. À proximité se trouvaient deux sources aux propriétés réputées des fidèles, l'une dédiée à saint Arnoul et l'autre à saint Clair.

## Histoire
L'édifice est double et comprend à la fois une église paroissiale et une chapelle priorale. L'église paroissiale date au moins du Xe. Le prieuré, dépendant de l'abbaye Notre-Dame de Longpont, est attesté par un document du cartulaire de cette abbaye daté 1152. Il est fondé en 1061 par l'ordre de Cluny. Les moines clunisiens quittent le lieu au XIIIe siècle. 
Le prieuré est construit et aménagé en plusieurs étapes aux XIe, XIIIe, XVe et XVIIe siècles.
La tour du clocher existe dès le Xe siècle mais est surélevée aux XIIe et XIIIe siècles et des travaux ont également lieu aux XVIIe et XVIIIe siècles.
Aux XIVe - XVe, une chapelle funéraire est édifiée sur le côté nord. Au XVe, la nef est élargie. 
Une ouverture avec porche est créée sur la face ouest aux XVIIe et XVIIIe siècles. 
L'édifice est considéré comme dégradé dès le premier quart du XVIIIe siècle et en ruines un siècle plus tard. Jean-Charles Langlois acquiert les vestiges en 1843.
L'église paroissiale était encore en état en 1763.
L'ensemble est vendu comme bien national pendant la Révolution française. La paroisse de Saint-Arnoult est rattachée à Tourgéville. 
La mise en place d'un accès à la chapelle et de remblais au XIXe complique la lecture de la crypte car masquant une des ouvertures de cette partie de l'édifice. La crypte sert d'ossuaire à une époque non indiquée mais encore signalée à cet usage par Arcisse de Caumont au XIXe.
La commune sollicite le classement de l'édifice dès 1913.
Une étude est réalisée par Victor Hunger, membre de la Société des antiquaires de Normandie, en 1923.
L'édifice est classé au titre des monuments historiques le 4 août 1970. Le projet de réhabilitation en cours au début du XXIe siècle depuis une vingtaine d'années, dont le but est de promouvoir le tourisme local et d'accueillir des manifestations culturelles, fait l'objet de discussions.
La municipalité commence une réflexion sur la sauvegarde du lieu au début des années 2000 et une association de sauvegarde est créée en 2006, « Les Amis du Prieuré de Saint Arnoul sur Touque ». Un projet immobilier de transformation de l'ancien prieuré, ancien presbytère, jouxtant la partie classée, émeut les membres de l'association : il s'agissait de créer des immeubles dans la partie inférieure de la parcelle. Ce projet annulé, un nouveau projet de transformation en appartements de l'édifice émerge en 2008.
Une étude d'Archéologie du bâti a eu lieu sur l'église paroissiale et la tour en 2010-2011, menée par François Delahaye, de l'Institut national de recherches archéologiques préventives.

## Description
L'édifice conserve des murs en opus spicatum et également des peintures murales.
L'édifice est double et les murs de l'église paroissiale prolongent la chapelle priorale. Cette église existait avant le prieuré probablement au Xe siècle voire avant. Seule la chapelle priorale est romane. 
L'étude a relevé une trace d'un bâtiment contigu et détruit par un incendie au XIIIe.
La crypte possède une voûte en berceau surbaissée, forme rare en Normandie.

## Galerie

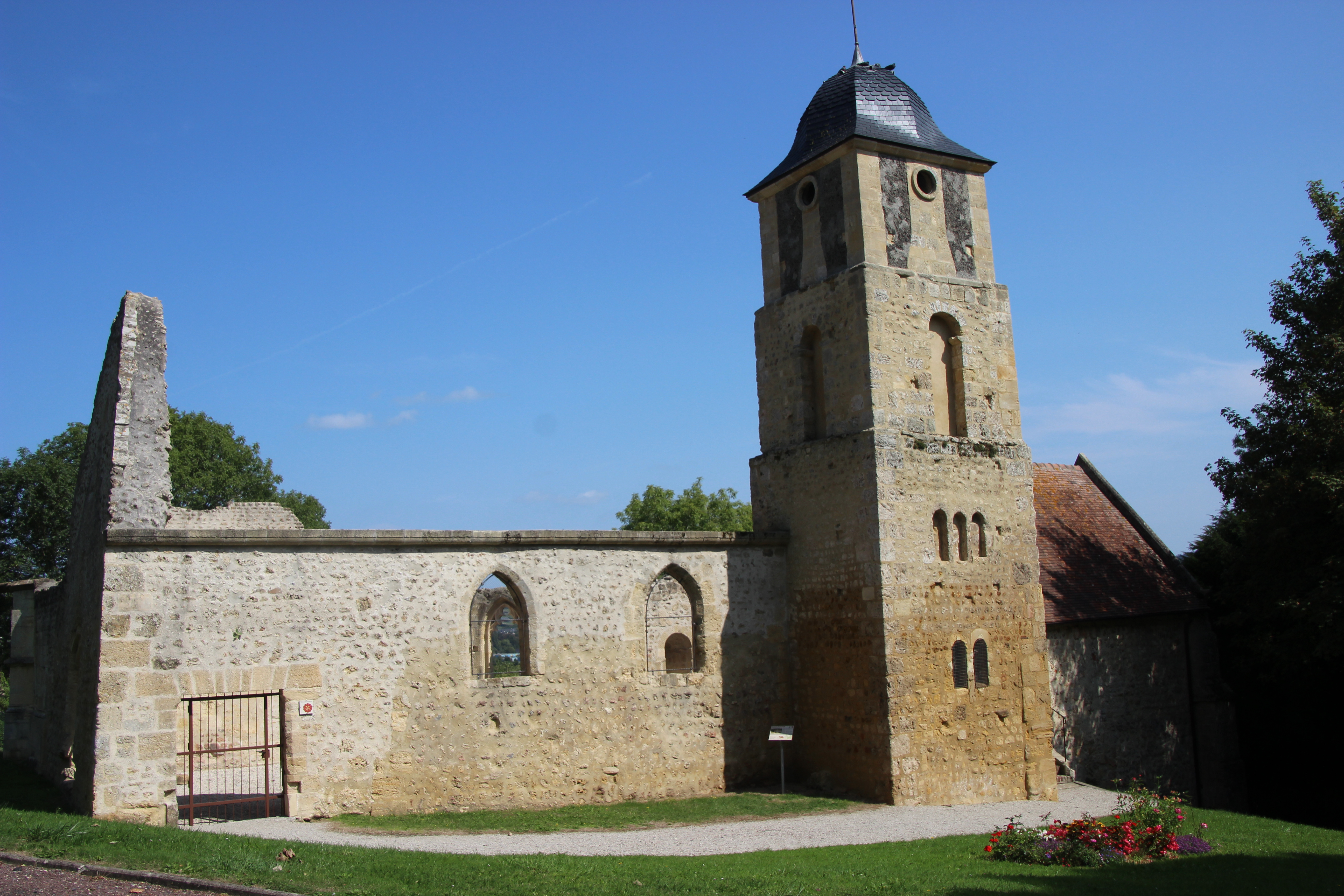
Vue générale
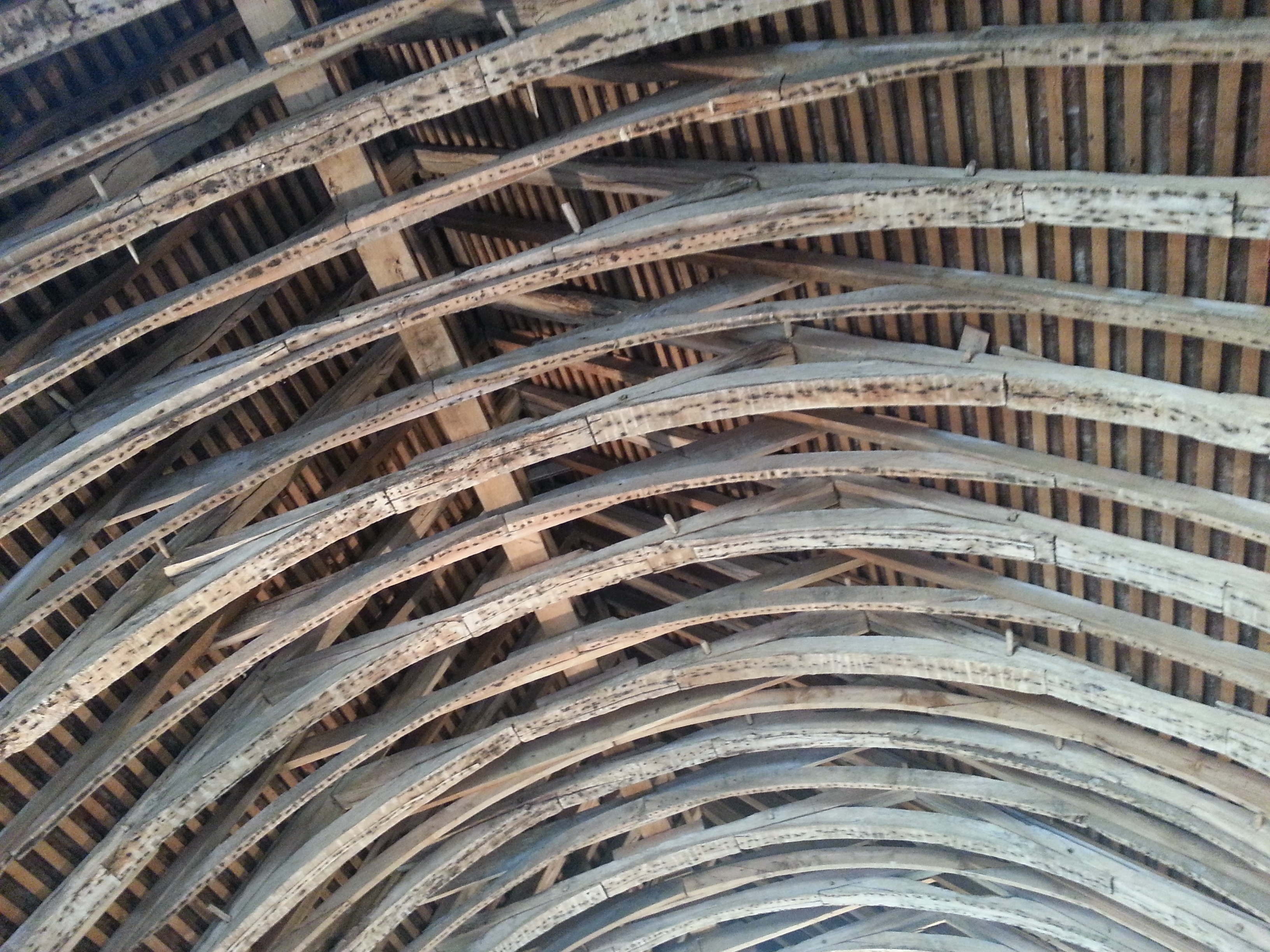
Charpente voutée de la crypte
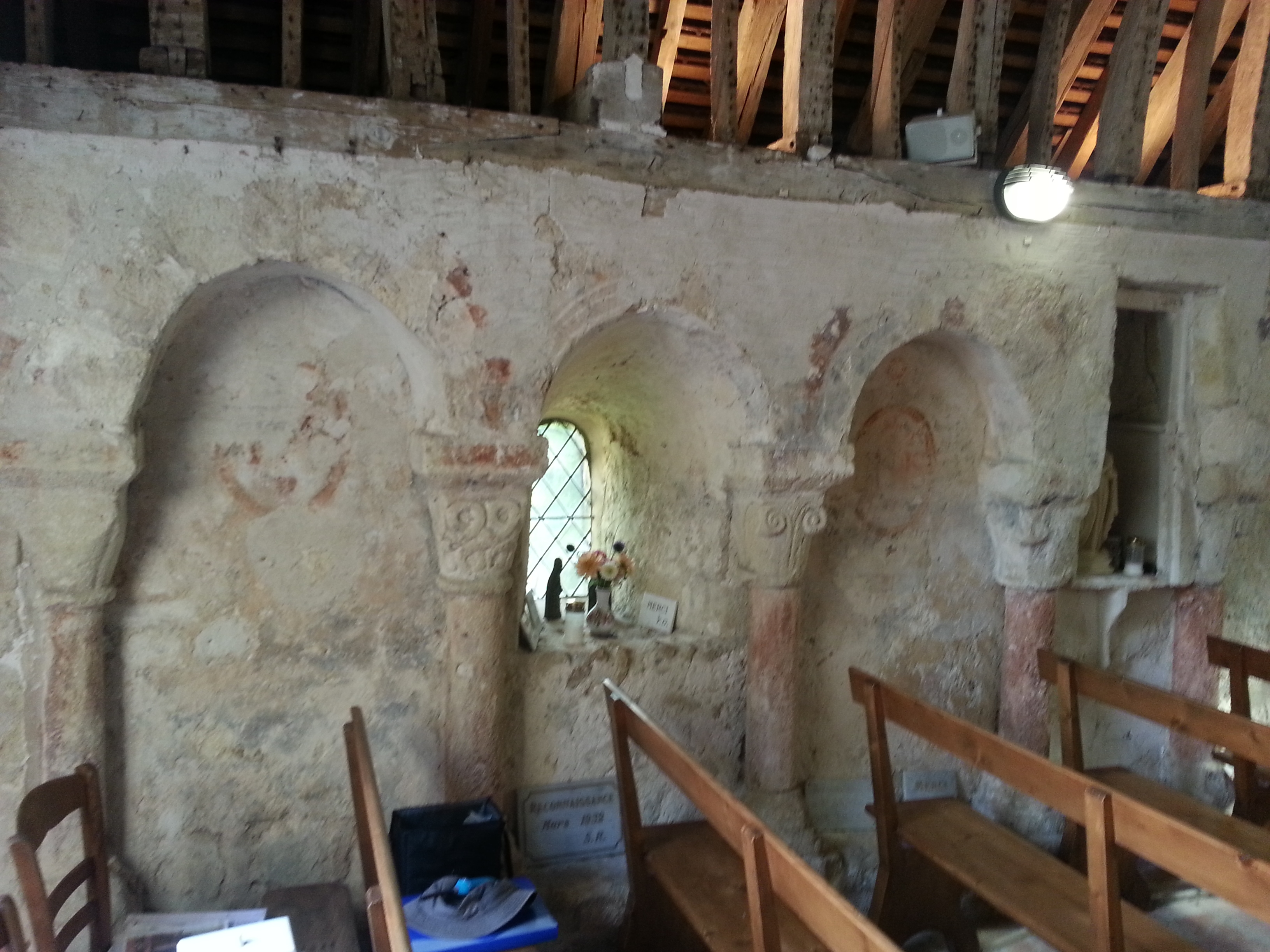
Peintures murales de la crypte
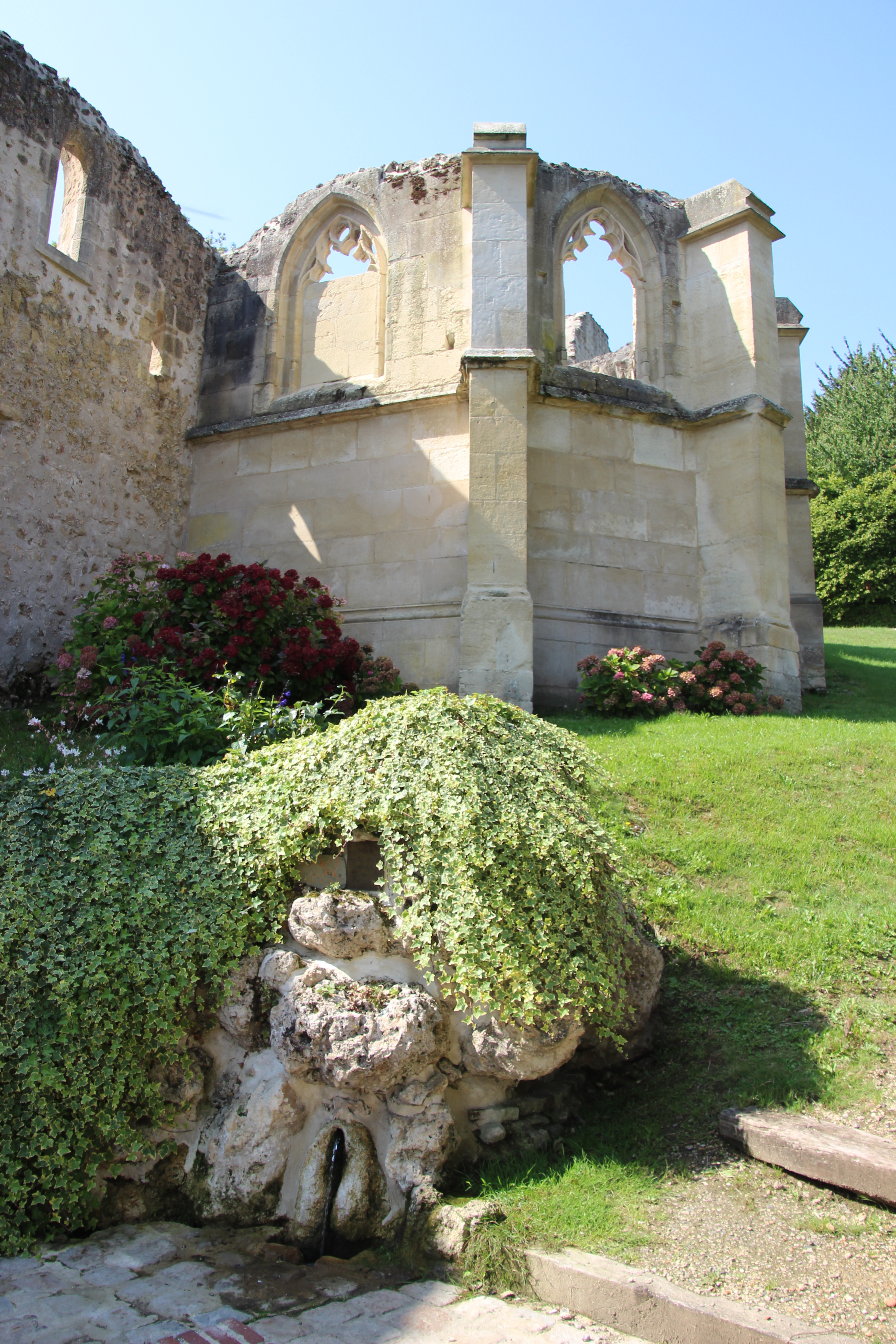
Vestiges avec l'une des deux fontaines